# 克里斯塔利娜·格奥尔基耶娃
克里斯塔利娜·伊万诺娃·格奥尔基耶娃-基诺娃（1953年8月13日—），保加利亚经济学家。自2019年起擔任国际货币基金组织总裁。2017至2019年間曾担任世界银行首席执行官。

## 生平

### 早年
格奥尔基耶娃1953年出生于保加利亚首都索菲亚，獲有保加利亞人民共和國馬克思高等經濟學院碩士與博士學位，並曾於倫敦政經學院與麻省理工學院進行博士後研究，發表經濟學論文超過百篇，並著有經濟學教科書。格奥尔基耶娃通曉保加利亞語、英語、俄語和法語，並從1993年起在世界銀行擔任環境經濟學家，後來升任世銀環境部主任、駐俄國代表等職務，稍後升任副行長。其後辭去世銀職務，出任欧盟委员会副主席。

### 在世界银行工作期间
格奥尔基耶娃于2017年至2019年担任世界银行集团首席执行官。2018年4月21日，世界银行宣布了一项雄心勃勃的一揽子措施，包括增加130亿美元的实缴资本，一系列内部改革以及一系列政策措施，这些措施大大增强了世界银行集团作为全球消除贫困的国际机构的能力去在世界上最需要援助的地区执行其任务。格奥尔基耶娃被认为对这笔该银行历史上最大的一笔资金增长发挥了关键作用。
2019年1月7日，世界银行集团宣布行长金墉辞职，格奥尔基耶娃于2019年2月1日至2019年4月8日担任世界银行集团临时行长。

### 在国际货币基金组织工作期间
2019年8月，格奥尔基耶娃在欧盟28国财政部长的投票中以56%的支持率击败前欧元集团主席、荷兰人杰伦·戴塞尔布卢姆，被提名为国际货币基金组织（IMF）总裁候选人。按IMF章程要求，禁止任命年龄达到或超过65岁的候选人担任总裁，但IMF理事会于2019年9月5日宣布取消了相关年龄限制的规定，使得刚满66岁的格奥尔基耶娃获得提名资格。2019年9月9日，IMF宣布保加利亚经济学家格奥尔基耶娃是下任总裁的唯一候选人。
2019年9月25日IMF正式选举格奥尔基耶娃为新任总裁。同年9月29日，格奥尔基耶娃被任命为IMF的下一任总裁，任期从2019年10月1日开始，任期为五年。她是1944年IMF成立以来首位来自新兴市场经济体的总裁。

## 爭議
格奧爾基耶娃被控在擔任世銀執行長期間和其他世銀高層官員曾施壓職員篡改數據，要求提高中國在經商環境報告中的排名，以圖利中國。根據世銀紀律委員會委託威凱平和而德律師事務所所做的獨立調查報告指出，世銀負責彙編2018年經商排名報告的員工，原本準備將中國的排名，從前一年的78名降到85名。但當時正好是世銀努力籌措經費的時期，作為世銀第三大股東中國，也被認為可以在籌資上扮演“關鍵角色”。在格奧爾基耶娃的壓力下，世銀員工決定在某一個項目給予中國更好的評價，讓中國的排名維持在78名。
針對指控，格奧爾基耶娃發出聲明否認有不當行為，並將矛頭指向世銀前總裁金墉辦公室人員。有消息人士透漏，格奧爾基耶娃將於10月5日親自接受國際貨幣基金執行董事會詢問。報導指出，這些訪談恐怕會對格奧爾基耶娃是否獲得國際貨幣基金董事相挺有決定性影響。
2021年10月11日，国际货币基金组织執行董事會開會審議其所涉爭議後，因無直接證據能證明克里斯塔利娜·格奥尔基耶娃確實干預，故發表聲明「執行董事會審查相關資料後，認為沒有確切證據顯示總裁擔任世銀執行長時，於2018年版經商環境報告裡有不當角色。在看過所有呈堂證物後，執行董事會重申，對總裁的領導及繼續有效履行職務的能力充滿信心」。